# 塚廻古墳
塚廻古墳（つかまわりこふん）は、大阪府堺市堺区百舌鳥夕雲町に所在する古墳（円墳）である。百舌鳥古墳群に属しており、すぐ近くにある大仙陵古墳の陪塚とされる。国の史跡に指定されている。	

## 概要
大仙陵古墳の東側、周濠に接して立地しており、同古墳の陪塚の一基と考えられている。墳丘は径35m余り、高さ4、5mの円墳で、墳丘裾に埴輪列が確認されている。近年の調査により周濠があったことが確認されている。内部主体は木棺である。1912年（明治45年）に坪井正五郎により発掘調査が実施されており、長さ3m、幅54cmの中央のくぼんだ木板の上から、変形四獣鏡、変形五獣鏡、鉄剣、鉄刀2～3、硬玉、碧玉、ガラス、滑石製などの勾玉7、碧玉製棗玉4、碧玉製管玉70、ガラス製小玉1000個余り、滑石製臼玉数百などが出土している（出土品は宮内庁書陵部保管）。大仙古墳の陪塚のうち、内部主体、副葬品などの内容の明らかな古墳として重要である。1958年（昭和33年）国の史跡に指定されている。

## 出土した木板の性格と1912年の発掘の顛末
森浩一は上記の長さ3メートルの中央のくぼんだ木板とは割竹形木棺の底部である可能性が高いが、丸木船が木棺のように使用されていた可能性もあり、どちらか断定できないとしている。この1912年の発掘は土地所有者の主催で行なわれたものであり、必ずしも学術的な調査ではなく、坪井正五郎は呼ばれて立ち会い意見を述べた程度というのが真相で、発掘の報告文も発掘を取材した新聞記者が「考古学雑誌」に寄稿したものがあるだけだという。またこの発掘はわずか2日間で終了するあわただしいものであり、終了直後に、指定もれの陪塚が発掘されているという情報を受けた宮内省諸陵寮（現在の宮内庁書陵部）より中止命令が電報で届けられたという。坪井と同じ東京帝大の国史助教授の黒板勝美からは、塚廻古墳の報告文が載せられた考古学雑誌の同号に今度の塚廻古墳の発掘を厳しく批判し、古墳の発掘を制限する法令を施行すべきとの論文を寄せているという。さらに、出土遺物の帰属をめぐり、政府と発掘した地主側とでしばらく裁判が続けられたという。